# Угори (Люблінське воєводство)
Угори (пол. Ugory) — село в Польщі, у гміні Юзефув-над-Віслою Опольського повіту Люблінського воєводства.
Населення — 125 осіб (2011).

## Демографія
Демографічна структура станом на 31 березня 2011 року:
|          | Загалом | Допрацездатний вік | Працездатний вік | Постпрацездатний вік |
| -------- | ------- | ------------------ | ---------------- | -------------------- |
| Чоловіки | 64      | 18                 | 38               | 8                    |
| Жінки    | 61      | 15                 | 32               | 14                   |
| Разом    | 125     | 33                 | 70               | 22                   |